# Тахтай Олександр Кузьмич
Тахтай Олександр Кузьмич(*23 жовтня 1890, Ромни — †25 липня 1963, Донецьк) — археолог, музейник і краєзнавець. Дослідник первісної скіфо-сарматської, античної й середньовічної археології, античної епіграфіки і нумізматики.

## Життєпис
Народився в сім'ї службовця, в м. Ромни Сумського повіту Харківської губернії Російської імперії. У 1910 р. завершив навчання в Роменському реальному училищі.
Фахову освіту історика здобув на історично-філологічному факультеті Петербурзького університету (1911) та Петербурзькому археологічному інституті під керівництвом О. Спіцина та М. Макаренка. Закінчив Петербурзький археологічний інститут (1913 p.).
Під час Першої світової війни служив у годувально-перев'язочному загоні Полтавської переселенської організації Всеросійської земської спілки. У 1918 р. — червоноармієць. У 1920-ті рр. жив і працював у Полтаві: лектором і бібліотекарем (1919—1921 pp.), співробітником Полтавського губернського комітету охорони пам'яток мистецтва, старовини і природи (1921—1922 pp.), інспектором екскурсійно-виставкової музейної секції Полтавської губернської політичної просвіти (1922—1925 pp.), хранителем археологічного зібрання Центрального пролетарського музею Полтавщини (1925—1929 pp.). Очолював експедиції музею з обстеження археологічних пам'яток Полтавщини, активно співпрацював у Полтавському науковому товаристві ВУАН. Був одним із перших дослідників пам'яток палеоліту в басейні річки Орелі; чи не вперше для Полтавщини відкрив поховання сарматської доби; брав участь у вивченні Зачепилівського і Келегійського поховань перещепинського типу.
У 1930—1934 рр. працював завідувачем відділу археології Херсонського краєзнавчого музею. З жовтня 1934 р. до травня 1949 р. завідував відділом феодалізму Історико-археологічного Херсонеського музею в Севастополі. Під час німецької окупації врятував цінні експонати музею від розграбування. По Другій світовій війні був безпідставно звинувачений у «співпраці з окупантами» та в «антирадянській діяльності». 11 листопада 1949 р. судовою колегією у кримінальних справах Кримського обласного суду був засуджений на 25 років позбавлення волі у виправно-трудових таборах. У 1955 р. достроково звільнений із зняттям судимості. Останні роки життя працював на посаді археолога Донецького краєзнавчого музею.
Наукова діяльність була різнобічною: первісна, скіфо-сарматська, антична і середньовічна археологія, антична епіграфіка та нумізматика. Був одним із перших дослідників пам'яток палеоліту у Пооріллі, започаткував дослідження поселень доби бронзи і ранньої залізної доби у Нижньому Подніпров'ї, розпочав дослідження пам'яток кизил-кобинської культури в Криму, плідно працював над вивченням античних і середньовічних нашарувань Херсонеса-Херсона, підготував археологічну карту Донбасу. Значний доробок на терені вітчизняної музейної справи позначений збором та впорядкуванням фондів (лише у Херсонському краєзнавчому музеї зберігається більше 1000 одиниць археологічних експонатів, зібраних ним), створенням нових музейних експозицій в Херсоні і Херсонесі. Завдяки О. К. Тахтаю в роки нацистсько-радянської війни було збережено від знищення пам'ятки Херсонеса і музею.

## Праці
Автор 20 наукових праць, зокрема:
- (рос.) Античные клейменные пифосы из Херсонеса // КСИИМК. — 1940. — В.5.
- (рос.) Два клада херсонесских античных монет 1944 г. // ХС, 1948. — В.4.
- (рос.) Раскопки Херсонесского некрополя (I—IV) в 1937 г. // ХС. — 1948. — В.4.
- (рос.) Археологическая Орчанщина в нижнем Левобережье (1926);
- (рос.) Предисторические поиски в пределах Полтавского округа в годах 1926—1928;
- (рос.) Поиски в поречье Берестовина и Константин-городища" (1928);
- (рос.) Работы Херсонского музея в 1933 г. (1935);
- (рос.) Краткий путеводитель по феодальному отделу Херсонского музея (1939);
- (рос.) Античная черепица с кровельным окном из окрестностей Херсонеса (1940);
- (рос.) Раскопки в Херсонесе (1942, неопубл.);
- (рос.) Археологические открытия в Херсонесе в 1942—1944 г. (1947);
- (рос.) Скифская статуя из села Ольховчик Донецкой области (1964);
- (рос.) Камень со знаками из Донецкого музея (1964).